# Woordenlijst Nederlandse Taal

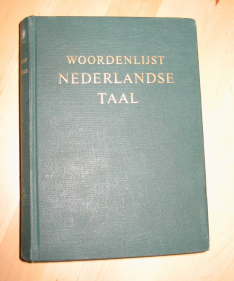
Ein Exemplar der Erstausgabe von 1954

Die Woordenlijst Nederlandse Taal (Wörterverzeichnis Niederländische Sprache), wegen des grünen Umschlags häufig das Groene Boekje (deutsch: Grünes Büchlein) genannt, ist ein Verzeichnis (orthographisches Wörterbuch) niederländischer Wörter in der offiziellen amtlich festgestellten Rechtschreibung. Sie wird herausgegeben von der Niederländischen Sprachunion (Nederlandse Taalunie).
Die erste Woordenlijst wurde 1954 im Auftrag der niederländischen und der belgischen Regierung verfasst. Revisionen erfolgten 1995, 2005 und zuletzt 2015. Es gibt eine CD-ROM-Version und eine kostenlose Onlineversion der Woordenlijst.
Die Rechtschreibung der Wörter in dem Verzeichnis ist für Behörden und Schulen im niederländischen Sprachraum (Niederlande, Belgien und Suriname) verbindlich, nachdem auch Suriname am 12. Dezember 2003 der Niederländischen Sprachunion beigetreten ist.
Das Groene Boekje in der Ausgabe von 2005 umfasst 914 Seiten und 100.000 Wörter, darunter erstmals auch etwa 500 surinamisch-niederländische.